# Пер Франції
Пери Франції (фр. Pairie de France) — у 1180 — 1830 роках група найбільших феодалів, прямих васалів корони Франції. Первинно складалось із дванадцяти перів: шести церковних і шести світських. Пери мали привілеї поставати тільки перед судом перів. Натомість вони складали омаж королю Франції, у якого перебували в ленній залежності. З 1180 року пери почали брати участь у церемонії коронації короля Франції.
Поступово зі згасанням феодалізму та з приходом абсолютистських тенденцій роль інституту перства втратила колишнє значення. Король за своєю милістю міг звести в пери Франції навіть простого дворянина, «прив'язавши» його до володіння-перства, що вже існувало, або надавши його землям статусу перства. З того моменту перство стало тільки почесним титулом і не більше (на відміну від перства в Англії), за винятком того, що за перами зберігалось право бути присутніми в паризькому парламенті й бути осудними королівським судом.
1814 року Людовик XVIII створив за англійською моделлю Палату перів, яка стала одним з інститутів законодавчої влади країни. За часів Ста днів Наполеон I також призначав перів Франції. Друга Реставрація 1815 року відновила палату перів (при цьому титул пера міг передаватись у спадщину). Після Липневої революції 1830 року король Луї-Філіп зберіг палату перів, проте ліквідував спадковість перства.

## Первинні пери
| 1. Архієпископ-герцог Реймський 2. Єпископ-герцог Ланський 3. Єпископ-герцог Лангрський 4. Єпископ-граф Шалонський 5. Єпископ-граф Нуайонський 6. Єпископ-граф Бовеський | 1. Герцог Бургундії (анексовано 1477) 2. Герцог Нормандії (анексовано 1204) 3. Герцог Аквітанії (анексовано 1453) 4. Граф Фландрії (анексовано 1477) 5. Граф Шампані (анексовано 1314) 6. Граф Тулузький (анексовано 1271) | \| Реймс \| Лан \| Лангр \| Бове \| Шалон \| Нуайон \| \| Нормандія \| Аквітанія \| Бургундія \| Фландрія \| Шампань \| Тулуза \| |          |         |        |
| Реймс | Лан | Лангр | Бове     | Шалон   | Нуайон |
| Нормандія | Аквітанія | Бургундія | Фландрія | Шампань | Тулуза |

## Пізні пери

### XIII століття
- Бретань: герцогство-перство з 1297 (увійшло до складу Франції 1532)
- Анжу: графство-перство з 1297
- Артуа: графство-перство з 1297

### XIV століття
- Пуату: графство-перство 1314
- Ла Марш: графство-перство 1316
- Евре: графство-перство 1316
- Ангулем: графство-перство 1317
- Ла Марш: графство-перство 1317
- Етамп: графство-перство 1327
- Бурбон: герцогство-перство 1327
- Бомон-ле-Роже: графство-перство 1328
- Мен: графство-перство 1331
- Орлеан: герцогство-перство 1344
- Валуа: графство-перство 1344
- Невер: графство-перство 1347
- Мант: графство-перство 1353
- Анжу: герцогство-перство 1356
- Макон: графство-перство 1359
- Беррі: герцогство-перство 1360
- Овернь: герцогство-перство 1360
- Турень: герцогство-перство 1360
- Монпельє: баронство-перство 1371
- Перигор: графство-перство 1399

### XV століття
- Алансон: герцогство-перство 1404
- Суассон: графство-перство 1404
- Кусі: баронство-перство 1404
- Немур: герцогство-перство 1404
- Шатійон: шателенство-перство 1404
- Ретель: графство-перство 1405
- Валуа: герцогство-перство 1406
- Мортань: графство-перство 1407
- Мортен: графство-перство 1407
- Еврі-ле-Шатель: шателенство-перство 1408
- Жуї-ле-Шатель: шателенство-перство 1408
- Евре: графство-перство 1427
- Сентонж: графство-перство 1428
- Фуа: графство-перство 1458
- Е: графство-перство 1458
- Вільфранш: графство-перство 1480

### XVI століття
- Ангулем: герцогство-перство 1515
- Вандом: герцогство-перство 1515
- Шательро: герцогство-перство 1515
- Гіз: герцогство-перство 1528
- Монпансьє: герцогство-перство 1529
- Невер: герцогство-перство 1539
- Омаль: герцогство-перство 1547
- Альбре: герцогство-перство 1550
- Монморансі: герцогство-перство 1551
- Форез: графство-перство 1566
- Шато-Тьєррі: герцогство-перство 1566
- Перш: графство-перство 1566
- Пентьєвр: герцогство-перство 1569
- Евре: герцогство-перство 1569
- Дре: графство-перство 1569
- Меркер: герцогство-перство 1569
- Юзес: герцогство-перство 1572
- Майєнн: герцогство-перство 1573
- Сен-Фаржо: герцогство-перство 1574
- Жуайєз: герцогство-перство 1581
- Піне-Люксембург: герцогство-перство 1581
- Епернон: герцогство-перство 1581
- Ельбеф: герцогство-перство 1581
- Ретель: герцогство-перство 1581
- Алюен: герцогство-перство 1587
- Монбазон: герцогство-перство 1588
- Вантадур: герцогство-перство 1589
- Бофор: герцогство-перство 1597
- Бірон: герцогство-перство 1598
- Туар (Ла Тремуйль): герцогство-перство 1599

### XVII століття
- Егійон: герцогство-перство 1600
- Роган: герцогство-перство 1603
- Сюллі: герцогство-перство 1606
- Фронсак: герцогство-перство 1608
- Дамвіль: герцогство-перство 1610
- Алюен / Кандаль: герцогство-перство 1611
- Шатору: герцогство-перство 1616
- Люїнь: герцогство-перство 1619
- Ледіг'єр: герцогство-перство 1620
- Бельгард: герцогство-перство 1620
- Бріссак: герцогство-перство 1620
- Алюен: герцогство-перство 1621
- Кандаль: герцогство-перство 1621
- Шольн: герцогство-перство 1621
- Шеврез: герцогство-перство 1627
- Ришельє: герцогство-перство 1631
- Ла Валет: герцогство-перство 1631
- Ларошфуко: герцогство-перство 1631
- Енгієн: герцогство-перство 1633
- Рец: герцогство-перство 1634
- Фронсак: герцогство-перство 1634
- Егійон: герцогство-перство 1634
- Сен-Симон: герцогство-перство 1635
- Ла Форс: герцогство-перство 1637
- Егійон: герцогство-перство 1638
- Валентинуа: герцогство-перство 1642
- Шатійон: герцогство-перство 1643
- Коліньї: герцогство-перство 1648
- Пуа-Крекі: графство-перство 1652
- Рандан: герцогство-перство 1661
- Верней: герцогство-перство 1663
- Естре: герцогство-перство 1663
- Грамон: герцогство-перство 1663
- Ла Мейєре: герцогство-перство 1663
- Ретель-Мазаріні: герцогство-перство 1663
- Вільруа: герцогство-перство 1663
- Мортемар: герцогство-перство 1663
- Пуа-Крекі: герцогство-перство 1663
- Сент-Еньян: герцогство-перство 1663
- Рандан-Фуа: герцогство-перство 1663
- Ла Рошгійон: герцогство-перство 1663
- Трем / Жевр: герцогство-перство 1663
- Ноайль: герцогство-перство 1663
- Куален: герцогство-перство 1663
- Шуазель: герцогство-перство 1665
- Омон: герцогство-перство 1665
- Ла Ферте-Сеннетер (Сен-Нектер): герцогство-перство 1665
- Монтозьє: герцогство-перство 1665
- Ла Вальєр: герцогство-перство 1667
- Немур: герцогство-перство 1672
- Бетюн-Шарос: герцогство-перство 1690
- Сен-Клу: герцогство-перство 1690 для архієпископа Парижа

### XVIII століття
- Шатовілен: герцогство-перство 1703
- Буффлер: герцогство-перство 1708
- Віллар: герцогство-перство 1709
- Аркур: герцогство-перство 1709
- Фіц-Джеймс: герцогство-перство 1710
- Антен: герцогство-перство 1711
- Рамбуйє: герцогство-перство 1711
- Роган-Роган (Фронтене): герцогство-перство 1714
- Остен: герцогство-перство 1715
- Віллар-Бранкас: герцогство-перство 1716
- Роанне / Ла Фейад: герцогство-перство 1716
- Леві: герцогство-перство 1723
- Шатійон: герцогство-перство 1736
- Флері: герцогство-перство 1736
- Жизор / Бель-Іль: герцогство-перство 1748
- Дюрас: герцогство-перство 1756
- Стенвіль (Шуазель): герцогство-перство 1758
- Ла Вогійон: герцогство-перство 1758
- Прален: герцогство-перство 1762
- Шуазель-Амбуаз: герцогство-перство 1764
- Клермон-Тоннер: герцогство-перство 1775
- Шатору: герцогство-перство 1776
- Жизор: герцогство-перство 1776
- Брюнуа: герцогство-перство 1777
- Лувуа: герцогство-перство 1777
- Амбуаз: герцогство-перство 1787
- Куаньї: герцогство-перство 1787